# Isla Nieves
Nieves (del inglés: Nevis) es una isla de la región del Caribe ubicada en las islas de Barlovento, en las Antillas. Junto con la isla de San Cristóbal que está al norte, constituye la Federación de San Cristóbal y Nieves. Nieves posee al menos trece volcanes, cuya más reciente erupción ocurrió entre seis mil y diez mil años atrás, y su capital es la localidad de Charlestown.

## Historia

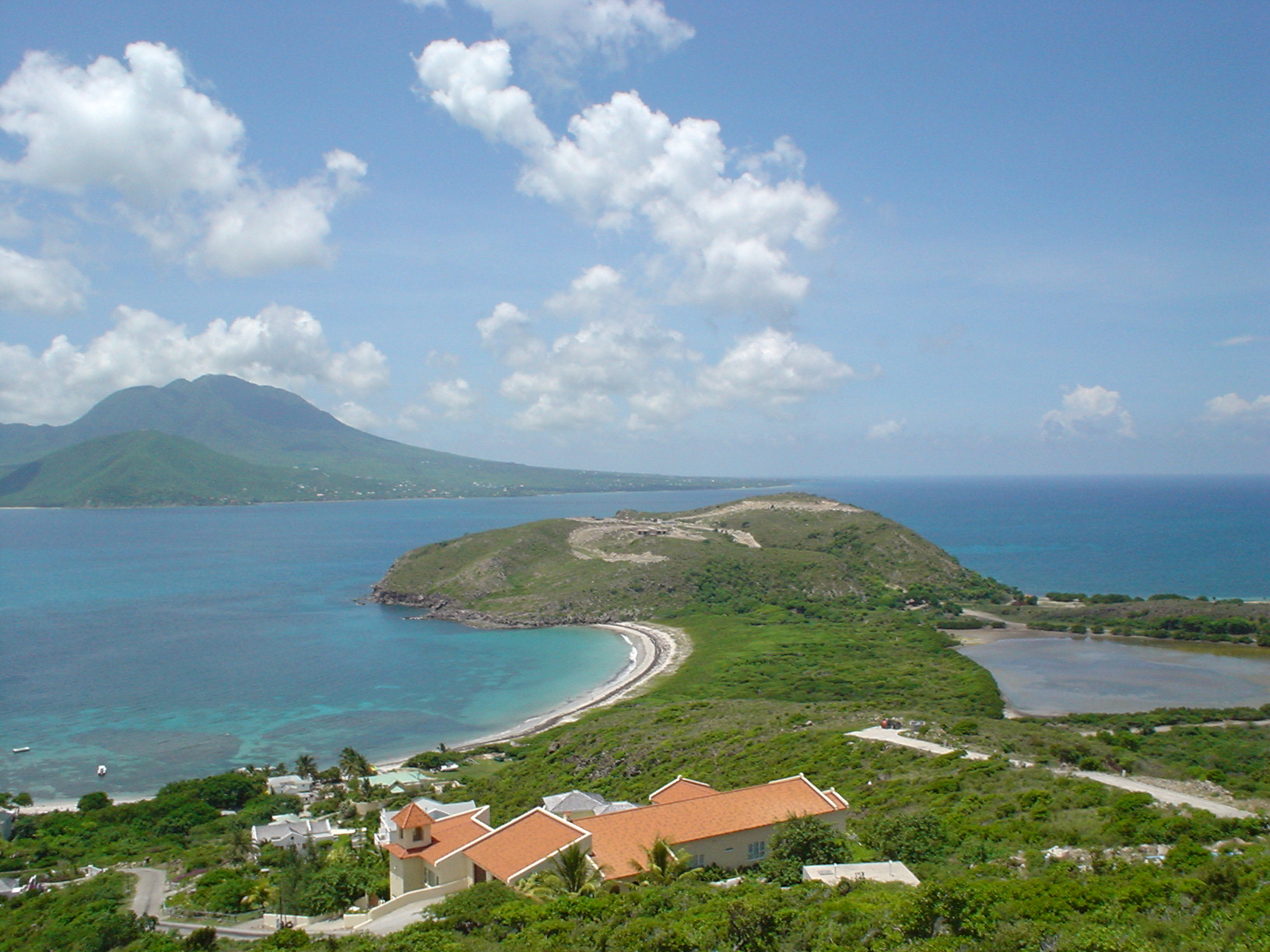
Vista de la isla de Nevis desde la isla de San Cristóbal.

Fue visitada el 12 de noviembre de 1493 por Cristóbal Colón. Su nombre se deriva de aquel que le diera este navegante al servicio de España: Nuestra Señora de las Nieves.
Se convierte en territorio inglés a partir de 1628, sufriendo sucesivos ataques por parte de los franceses durante todo el siglo XVII.
Desde el 19 de septiembre de 1983 constituye junto con la isla de San Cristóbal una Federación, de la cual es un estado.
En 1998 se realizó un referéndum para iniciar la separación de Nieves de la Federación, con un resultado a favor de la independencia del 61,8%, por debajo de la mayoría necesaria de dos tercios estipulada en la constitución para hacerla efectiva, por lo que fue rechazada.
El anterior primer ministro de Nieves, Vance Amory, promovió iniciativa de independencia para la isla del gobierno federal de San Cristóbal y Nieves.
Teófilo Chiverton (más conocido por Primo) nació en Nieves en 1907. Llegó a San Pedro de Macorís (República Dominicana) con 16 años, ciudad donde falleció en 2001. Fue el artífice principal de la implantación y posterior desarrollo del teatro bailado de los Guloyas, declarado por la Unesco el 25 de noviembre de 2005 como Patrimonio Cultural Intangible de la Humanidad.

## Geografía
Posee una superficie de 93,3 km², su máxima altitud es el Pico Nieves (985 m). Posee una población cercana a los 12.106 habitantes y una de las tasas de alfabetismo más altas de América, con aproximadamente un 98%. La actual capital es Charlestown.